# Звёздная система

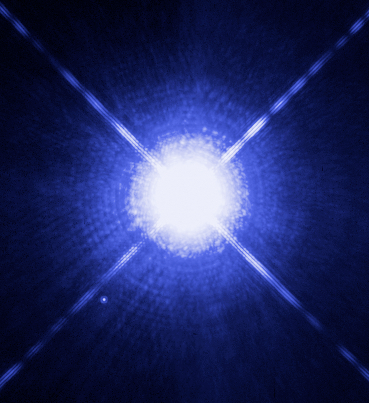
Сириус A и Сириус B, фото получено телескопом «Хаббл»

Звёздная система — гравитационно связанная система из нескольких звёзд с замкнутыми орбитами. Крупные системы гравитационно связанных звёзд называются звёздными скоплениями и галактиками. Звёздные системы не следует путать с планетными системами, состоящими из одной звезды и различных незвездообразных астрономических объектов, таких как планеты или астероиды, которые движутся вокруг общего центра масс.
Кратность звёздной системы ограничена. Невозможно создать долгоживущую систему из трёх, четырёх и более равноправных звёзд. Устойчивыми оказываются только иерархические системы. К примеру, чтобы в тройной системе третий компонент не был выброшен из системы, необходимо, чтобы он не приближался ближе чем на 8—10 радиусов к «внутренней» двойной системе. Сам же компонент может быть как одиночной, так и ещё одной двойной звездой.

## Двойные звёздные системы
Звёздные системы из двух звёзд называются двойными звёздами, или двойными звёздными системами. При отсутствии приливных эффектов, возмущений от других сил и передачи массы от одной звезды к другой, такая система устойчива, и обе звезды будут неограниченно долго двигаться по эллиптической орбите вокруг центра масс системы (см. Задача двух тел).

## Системы с более чем двумя звёздами
Системы с более чем двумя звёздами также возможны: например, звёздное скопление и галактика — виды звёздных систем. Из-за большого размера этих систем, их динамика значительно сложнее, чем у двойной звезды. Однако, также возможно существование звёздных систем с небольшим (но больше двух) количеством звёзд и простой орбитальной динамикой. Эти системы называются кратными звёздными системами, или физически кратными звёздами. Кратная звёздная система, состоящая из трёх звёзд, называется тройной.

### Динамическая теория
Теоретически моделирование кратной звёздной системы сложнее, чем двойной, так как рассматриваемая динамическая система (Задача N тел) может проявлять хаотическое поведение. Многие конфигурации небольших групп звёзд оказываются нестабильными, и, в конце концов, одна из звёзд приближается к другой достаточно близко и разгоняется настолько, что покидает систему. Нестабильности можно избежать в системе, которую Эванс называл иерархическими. В иерархической системе звёзды могут быть разделены на две группы, каждая из которых обращается по большой орбите вокруг центра масс системы. Каждая из этих групп должна также быть иерархической. Это означает, что они тоже могут быть разделены на меньшие подгруппы, которые сами являются иерархическими, и т. д.

### Тройные звёздные системы
Тройные звёздные системы — наиболее распространённый тип кратных систем. Например, в издании 1999 года каталога физически кратных звёзд Токовинина, 551 из 728 систем описаны как тройные. В соответствии с иерархическим принципом тройные звёздные системы обычно состоят из пары близко расположенных звёзд с более удалённым спутником.

### Более высокие кратности
Известно много систем с более чем тремя звёздами. Ню Скорпиона состоит по крайней мере из семи звёзд.

## Примеры
Некоторые звёздные системы:
- Сириус (две звезды);
- α Центавра (три звезды) (оспаривается — см. Проксима Центавра);
- 4 Центавра (4 звезды);
- Мицар (шесть звёзд);
- Кастор (шесть звёзд);
- ν Скорпиона (семь звёзд);
- Лебедь X-1 (одна звезда и одна чёрная дыра);